# Hibiscus benguellensis
Hibiscus benguellensis är en malvaväxtart som beskrevs av Arthur Wallis Exell och Mendonca. Hibiscus benguellensis ingår i Hibiskussläktet som ingår i familjen malvaväxter. Inga underarter finns listade i Catalogue of Life.